# Wittekool
Wittekool, ook witte kool, (Brassica oleracea convar. capitata var. alba) is een gekweekte variëteit van de kool. Deze vorm wordt voor de verwerking tot zuurkool, maar ook voor de verse markt geteeld. Het is een van de oudste koolsoorten. De teelt vindt vanouds voornamelijk plaats in West-Friesland, Noord-Holland, omdat daar geen aantasting door knolvoet optreedt. Dit is ook terug te vinden in de rasnamen, zoals in Langendijker Bewaar en Roem van Enkhuizen. Ook vindt er nog teelt plaats in Limburg en Noord-Brabant, maar daar moet een ruime vruchtwisseling worden toegepast. In Groningen, Drenthe, Overijssel en de Achterhoek heet de groente boeskool.

## Soorten
Van wittekool bestaan twee typen:
- het spitse type: spitskool of witte spitskool genoemd; ook bij groene savooiekool komt een spits type voor;
- het ronde type: wittekool.

## Teelt
Er worden de volgende teeltwijzen onderscheiden:
- Spitskoolteelt voor de vroegste teelt met oogst in juni en soms ook voor de zomerteelt
- Zomerteelt met oogst in juli en augustus
- Vroege herfstteelt met oogst in september en begin oktober
- Late herfstteelt met oogst in oktober
- Bewaarteelt met oogst in november

## Ziekten en beschadigingen
Buiten Noord-Holland is knolvoet, Plasmodiophora brassicae, de belangrijkste ziekte. Wittekool wordt ook vaak geteisterd door rupsaantastingen, onder andere door het groot koolwitje, klein koolwitje, koolbladroller, kooluil en koolmot, die veelvuldig voorkomen. Daarnaast komt aantasting voor door de koolvlieg en de koolgalmug. Witte kool kan ook aangetast worden door de spikkelziekte, veroorzaakt door de schimmels Alternaria brassicae en Alternaria brassicicola, en door ringvlekkenziekte veroorzaakt door Mycosphaerella brassicicola.

## Inhoudsstoffen
Wittekool heeft een hoog vitamine C gehalte en bevat thiocyanaat dat een antibiotische werking heeft. In tegenstelling tot veel andere groenten bevat wittekool vrijwel geen nitraat.
100 gram verse kool bevat:
- 110 kJ
- 4 g koolhydraten
- 2 g eiwit
- 50 mg calcium
- 0,5 mg ijzer
- 50 mg vitamine C
- 0,04 mg vitamine B1
- 0,04 mg vitamine B2

## Trivia
De stad Oldenzaal heet tijdens carnaval Boeskoolstad

## Foto's

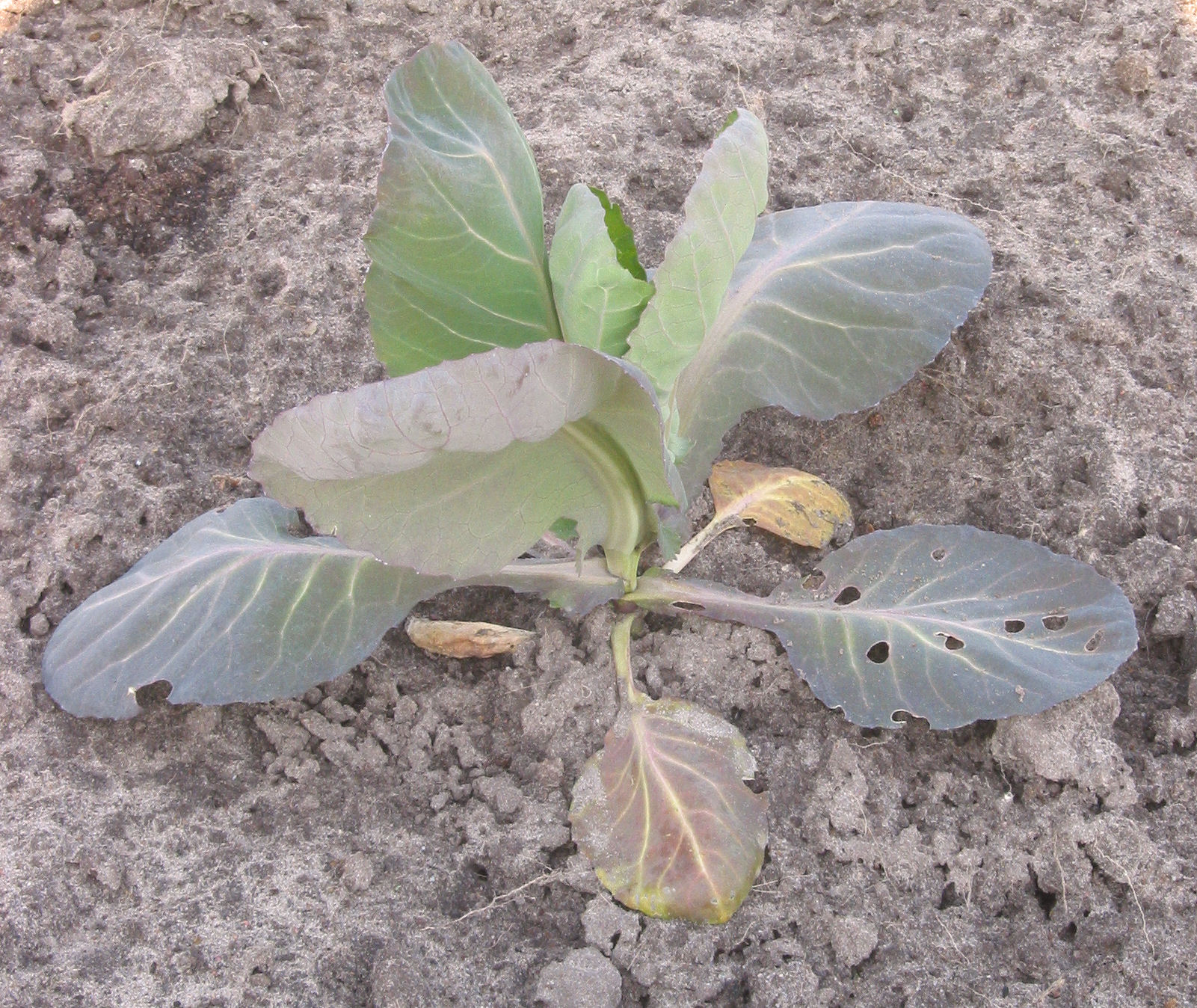
Stikstofgebrek bij spitskool
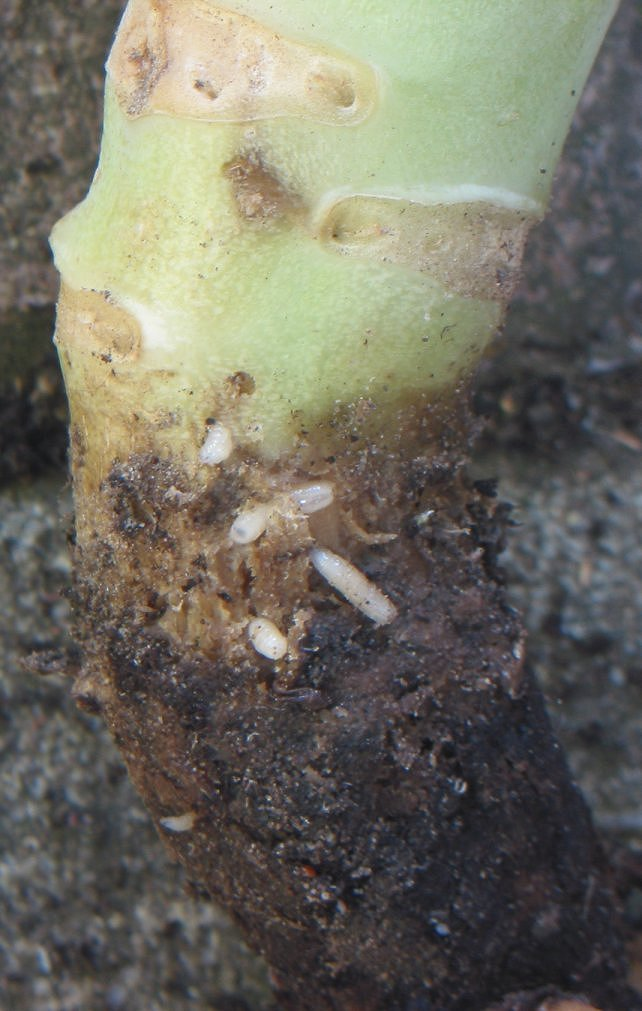
Maden van de koolvlieg
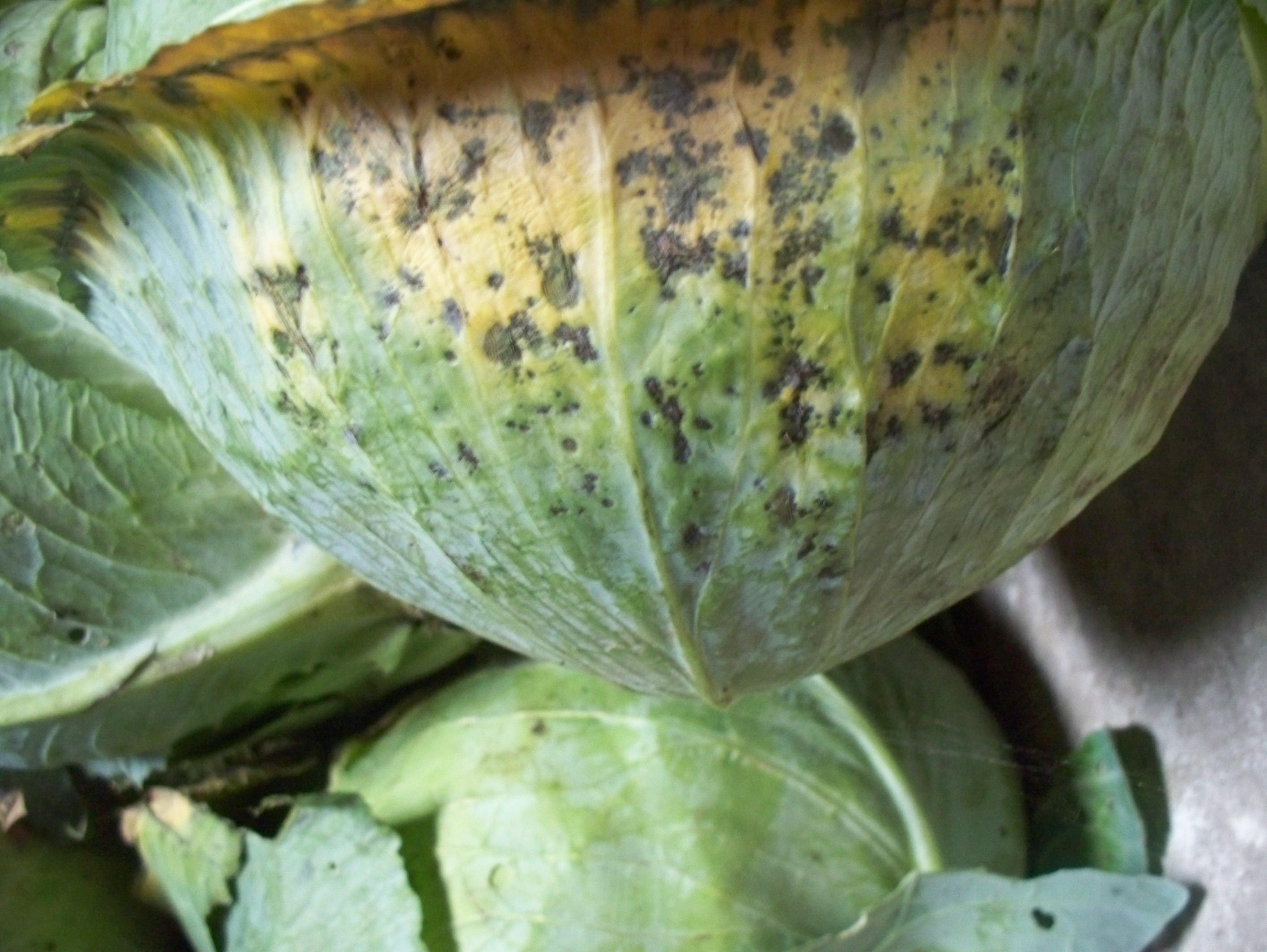
Alternaria brassicae (spikkelziekte)

... · 
B. campestris (Raapstelen) · 
B. carinata (Ethiopische mosterd, Abessijnse mosterd of Abessijnse kool) · 
B. juncea (Sareptamosterd) · 
B. napobrassica (Koolraap) · 

B. napus (Koolzaad) · 
B. napus subsp. napus (Duizendkoppige kool) · 

B. nigra (Zwarte mosterd) · 

B. oleracea (Kool) · 
B. oleracea var. acephala (Sierkool) · 
B. oleracea convar. acephala alef. var. gongylodes (Koolrabi) · 
B. oleracea convar. acephala var. laciniata (Boerenkool) · 
B. oleracea convar. acephala var. medullosa (Duizendkoppige kool) · 
B. oleracea var. alboglabra (Kailan of Chinese broccoli) · 
B. oleracea var. medullosa (Mergkool) · 
B. oleracea var. botrytis (Bloemkool) · 
B. oleracea convar. botrytis var. botrytis (Romanesco) · 
B. oleracea convar. botrytis var. cymosa (Broccoli) · 
B. oleracea var. capitata (Sluitkool) · 
B. oleracea convar. capitata var. alba (Wittekool) · 
B. oleracea convar. capitata var. rubra (Rodekool) · 
B. oleracea convar. capitata var. sabauda (Savooiekool) · 
B. oleracea var. costata (Tronchuda-kool) ·  
B. oleracea convar. oleracea var. gemmifera (Spruitkool) · 
B. oleracea var. oleracea (Wilde kool) · 
B. oleracea var. palmifolia (Palmkool) ·
B. oleracea var. viridis (Galicische kool) ·  

B. rapa (Raapzaad, Knolraap) · 
B. rapa var. chinensis (Paksoi) · 
B. rapa var. pekinensis (Chinese kool) · 
B. rapa var. rapa (Stoppelknol) · 
...